# Francisco Resiglione
Francisco Resiglione, o Risiglione (Rosario, 18 gennaio 1917 – 28 luglio 1999), è stato un pugile argentino.

## Palmarès

### Olimpiadi
- Bronzo a Berlino 1936 nei pesi mediomassimi.